# Lisa Gunnarsson
Lisa Gunnarsson (20 de agosto de 1999) es una deportista de Suecia que compite en atletismo. Ganó una medalla de plata en el Campeonato Mundial de Atletismo Sub-20 de 2018, en la prueba de salto con pértiga.